# Cola (sockenhuvudort i Kina, Tibet Autonomous Region, lat 31,08, long 92,86)
Cola (kinesiska: Cuola, 措拉, Cuonai, 措乃, 措拉乡) är en sockenhuvudort i Kina. Den ligger i den autonoma regionen Tibet, i den sydvästra delen av landet, omkring 230 kilometer nordost om regionhuvudstaden Lhasa. Antalet invånare är 4 266. Befolkningen består av 2 098 kvinnor och 2 168 män. Barn under 15 år utgör 32 %, vuxna 15-64 år 62 %, och äldre över 65 år 5,0 %.
Runt Cola är det mycket glesbefolkat, med 2 invånare per kvadratkilometer. Det finns inga andra samhällen i närheten. Trakten runt Cola består i huvudsak av gräsmarker.
Genomsnittlig årsnederbörd är 890 millimeter. Den regnigaste månaden är juli, med i genomsnitt 211 mm nederbörd, och den torraste är december, med 4 mm nederbörd.